# 库尼亚蜥属
库尼亚蜥（学名：Coniasaurus）是海生有鳞目已灭绝的一个属，生存于晚白垩世森诺曼阶至桑托阶。其由理查德·欧文于1850年从东南英格兰（萨塞克斯郡）森诺曼阶早期的白垩群沉积物中描述。该属已有两个物种被描述：粗齿库尼亚蜥（C. crassidens 欧文，1850年）发现于东南英格兰、德国及北美森诺曼阶至桑托阶的沉积物，细齿库尼亚蜥（C. gracilodens 卡德威尔，1999年）则来自森诺曼阶的东南英格兰。
库尼亚蜥仅根据不完整标本所描述，但已知其拥有相对较长的颅骨及特化的牙齿。与伸龙相比，其可能拥有短小的四肢及修长的颈部和身体。最大身长估计在0.5—1米（1.6—3.3英尺）之间。
系统发育分析显示库尼亚蜥在蟒形类演化支中与沧龙超科互为姐妹群。